# Biorde
La Biorde (La Biorda) est une rivière du plateau suisse s'écoulant dans les cantons de Fribourg et de Vaud. Elle nait au sud de la commune d'Attalens à la limite cantonale de Fribourg et de Vaud, coule jusqu'à Palézieux où elle conflue dans la Broye, sous-bassin versant du Rhin par l'Aar.

## Géographie
Selon la typologie des cours d'eau suisses, la Biorde est un cours d'eau calcaire, à débit moyen, de pente moyenne, de l'étage montagnard du Plateau. Elle appartient au métarhithron (torrents, ruisseaux).

### Parcours
La Biorde prend sa source au sud de la commune d'Attalens, à la limite des cantons de Fribourg et de Vaud, au lieu-dit La Pesseta à environ 750 mètres d'altitude. Elle commence son cours dans une conduite enterrée qui passe sous la route principale 193 dans une direction est-ouest. Une fois la route franchie, le ruisseau coule à ciel ouvert sur environ 260 mètres avant d'être à nouveau canalisée au lieu-dit Pra Cuenoux et prendre une direction générale nord. Après environ 550 mètres, elle retrouve son cours à ciel ouvert à 713 mètres d'altitude au lieu-dit Pra Bochet dans la plaine d'Attalens, l'ancien Grand Marais, que le canal a permis d'assécher pour permettre son exploitation agricole. Parcourant un peu plus d'un kilomètre jusqu'au lieu-dit Le Vua, elle reçoit en rive droite les eaux de deux autres canaux d'asséchement, alors qu'un troisième au niveau du stand de tir a été supprimé.
Une fois atteints Les Verchières et le Pré du Moulin, un ancien site de moulins, sur la commune de Granges, la Biorde reprend un cours naturel et une pente plus importante. Marquant ensuite la limite communale entre Granges et Bossonnens, elle passe l'ancien lieu-dit Biordaz, à partir d'où elle est à nouveau canalisée pour l'asséchement des champs. 
Elle passe ensuite dans un vallon boisée au Bioles sous la ligne ferroviaire Lausanne – Berne puis marque la limite des cantons de Fribourg et de Vaud. En pénétrant sur le territoire de la commune d'Oron à environ 635 mètres d'altitude, elle rejoint la plaine de Palézieux qu'elle parcourt dans son cours naturel à l'ombre d'un cordon boisé. Au lieu-dit Les Vuavres, la Biorde reçoit sur sa rive gauche les eaux du Corbéron, un cours d'eau s'écoulant depuis le versant nord-est du mont Chesau. Son débit augmente alors de deux cinquièmes et son lit s'élargit. Après plusieurs méandres, elle retrouve une pente plus importante et passe sous la route Palézieux - Les Thioleyres. Enfin, à l'ouest de Palézieux-Village, la Biorde reçoit un ruisseau sur sa rive gauche avant de se jeter dans la Broye, sous-bassin versant du Rhin par l'Aar, qui se jette dans le lac de Neuchâtel où elle conflue avec la Thièle.

### Hydrologie
Une station de prélèvement (BRO-BIO 13) est installée sur la rivière et permet d'effectuer différentes mesures de l'eau. Elle est localisée juste en amont de la confluence avec la Broye. Ici, la qualité écomorphologique de la Biorde est naturelle, sa rive gauche est occupée par une forêt de feuillus et sa rive droite par une prairie avec un cordon boisé.
La qualité biologique des eaux de la Biorde est évaluée bonne. Elle obtient une note moyenne de 16 selon l'indice biologique global normalisé (IBGN) avec une abondance moyenne de 8 278 ind./m2 aux mois de juin et juillet 2010, ce qui donne une appréciation générale satisfaisante. La qualité biologique de la rivière s'est fortement accrue entre 1982 et 1992 puisque la note moyenne de son IBGN est passée de 8 (qualité médiocre) à 16 (qualité satisfaisante).
Le 23 mars 2001, La Biorde a été polluée par du purin entrainant des dégâts piscicoles.

## Faune
Entre 1972 et 1975, le castor a été réintroduit dans la Biorde et la Broye avec succès. Il peuple également le Corbéron.
Selon l'inventaire piscicole et des écrevisses des cours d'eau du canton de Vaud pour la période 1991-2003, les espèces de poissons suivantes sont présentes dans la Biorde : la loche franche (Barbatula barbatula), la truite Fario (Salmo trutta fario, potentiellement menacée en Suisse), le chabot commun (Cottus gobio, potentiellement menacé), et la petite lamproie (Lampreta planeri, menacée d'extinction).
L'inspection de la pêche du canton de Vaud relève la capture de 82 truites Fario dans la rivière en 2014 et 54 en 2016,.